# Wasilij Sawin
Wasilij Savin, né le 2 avril 1967 à Mourmansk, en URSS, est un skieur soviétique spécialiste du combiné nordique. Il a remporté une victoire en Coupe du monde au cours de sa carrière.

## Palmarès

### Jeux olympiques
| Épreuve / Édition | Calgary 1988 |
| Petit tremplin    | 10e          |

### Championnats du monde
| Épreuve / Édition        | Gundersen     |
| Épreuve / Édition        | Petit tremlin |
| Mondiaux 1987 Oberstdorf | 11e           |

### Coupe du monde

#### Différents classements en Coupe du monde
| Saison / Épreuve | Saison / Épreuve | Général | Général |
| ---------------- | ---------------- | ------- | ------- |
| Saison / Épreuve | Saison / Épreuve | Class.  | Points  |
| 1985             | 1985             | 41e     | 2       |
| 1987             | 1987             | 7e      | 72      |
| 1988             | 1988             | 9e      | 36      |
| 1990             | 1990             | 10e     | 44      |
| 1991             | 1991             | 18e     | 16      |

#### Détail des victoires
| Saison / Épreuve | Gundersen 15 km | Total |
| 1987             | Leningrad       | 1     |
| Total            | 1               | 1     |